# I Don't Deserve You
«I Don't Deserve You» — четвертий сингл з третього студійного альбому репера Ллойда Бенкса H.F.M. 2 (The Hunger for More 2). На радіо пісня з'явилась 6 січня 2011 р. Коли Бенкс був у європейському турне, пісня потрапила у мережу, через те, що хтось зламав його поштову скриньку. На тій версії замість Jeremih приспів виконував Бенкс.

## Відеокліп
Відео зняли у Нью-Йорці та Лонґ-Айленді 1 січня 2011 р. Здебільшого дія відбувається у готелі. У кліпі присутні Jeremih, Тоні Єйо та 50 Cent.  Режисер: Перріс. Прем'єра відбулась на сайтах thisis50.com та mtv.com 23 січня 2011 р. У відео Бенкс згадує свої колишні відносини. Відеокліп містить монтаж телевізійних і концертних виступів репера кінця 2010 та початку 2011 рр.

## Чартові позиції
| Чарт (2011)                                 | Найвища позиція |
| ------------------------------------------- | --------------- |
| US Billboard Bubbling Under Hot 100 Singles | 20              |
| US Billboard Hot Rap Songs                  | 19              |
| US Billboard Hot R&B/Hip-Hop Songs          | 33              |